# Khenchela (provins)
Provinsen Khenchela (arabisk: خنشلة Ḫanšala; berbisk: ⵅⴻⵏⵛⵍⴰ Xencla) er en af Algeriets 48 provinser. Provinsen har et areal på 9.811 km2
og et befolkningstal på 386.683 (2008) indbyggere. Administrationscenteret er byen Khenchela (arabisk: خنشلة).
Provinsen ligger i Auresbjergene. Andre landsbyer i provinsen er Djellal, Khirane og Bou Zabène.